# Hermenegildo Casas Jiménez
Hermenegildo Casas Jiménez (Riotinto, Huelva, 10 d'agost de 1892 - Mèxic D.F., 30 de març de 1967) va ser un polític socialista espanyol. Va ser alcalde de Sevilla el 1931 i diputat. Exiliat després de la fi de la Guerra Civil, va morir a Mèxic.
Hermenegildo Casas era fill d'un enginyer de Minas de Riotinto que es va traslladar amb la seva família a Sevilla quan Hermenegildo era nen. Va iniciar l'estudi de Medicina a la Universitat de Sevilla, que va abandonar als dos anys per dedicar-se a negocis comercials.
Es va iniciar en la política a la capital sevillana a través de la Joventut Republicana i el Partit Republicà Radical, amb el qual va arribar a ser regidor de l'ajuntament sevillà en 1920. Entre 1922 i 1923 va ser també tinent d'alcalde, fins al seu cessament després del cop d'estat del general Primo de Rivera. Paral·lelament va estar vinculat a l'andalusisme, formant part del Centre Regional Andalús entre 1918 i 1923 i col·laborant amb Blas Infante en la fundació del periòdic El Regionalista Andaluz. En 1912 havia ingressat a l'Ateneu de Sevilla i en 1913 en la maçoneria en la qual va tenir el nom simbòlic d'«Echlich».
Posteriorment, Casas Jiménez va evolucionar cap al socialisme, ingressant en el PSOE el 1927 i sent nomenat secretari general de l'Agrupació Socialista de Sevilla l'agost de 1929. A les eleccions municipals d'abril de 1931, Casas Jiménez va formar part de la candidatura de la Conjunció Republicano-Socialista a l'ajuntament de Sevilla, i fou un dels vuit regidors socialistes elegits (dins dels 32 de la Conjunció), pel districte de Magdalena-San Vicente. Casas Jiménez va proclamar la República a l'ajuntament sevillà i va exercir com a alcalde durant uns dies, fins que el 20 d'abril va ser designat president de la Diputació Provincial de Sevilla en 1931, exercint aquest càrrec fins a febrer de 1934. Des de la presidència de la Diputació, va ser un dels impulsors de l'Assemblea andalusista de Còrdova de gener de 1933. D'altra banda Casas Jiménez va romandre com a regidor de Sevilla fins a 1936.
Va ser elegit diputat a Corts per Sevilla a les eleccions a Corts Constituents de juny de 1931, sent escollit novament a les de 1933, aquesta vegada per la província de Còrdova, en un exercici d'intercanvi entre candidats de Còrdova i Sevilla, ja que en aquesta última Casas Jiménez no podia presentar-se per ser president de la Diputació. Casas Jiménez va ser escollit en segona volta, el 3 de desembre de 1933, al no haver obtingut el 40% dels vots en la primera.
No obstant això, Casas Jiménez se situava en l'ala més moderada del seu partit, per la qual cosa al febrer de 1934 es va donar de baixa del partit socialista. Per la seva banda, el PSOE li va formar expedient i va expulsar en conèixer-se que havia degut la seva elecció a l'aliança amb els partidaris del president Alcalá Zamora, molt influents a Còrdova. Per això, va haver d'abandonar també la presidència de la Diputació. Després d'abandonar el PSOE, però no el seu escó, el maig de 1934 ingressava en el partit que acabava de crear Diego Martínez Barrio, el Partit Radical Demòcrata, que es fusionaria posteriorment amb el Partit Radical Socialista per crear Unió Republicana.
Va tornar a ser president de la Diputació de Sevilla durant els governs de Portela, amb el qual va col·laborar. Després del triomf del Front Popular a les eleccions de febrer de 1936 va ser destituït de nou.
Es trobava a Madrid el 18 de juliol de 1936, allunyat de la política, desplaçant-se al desembre a França, on establí la seva residència en París. Durant la Guerra Civil va ser agent del govern republicà en la compra de vitualles per a la contesa. Iniciada la Segona Guerra Mundial i estant els alemanys a punt d'entrar a la capital francesa en 1940 va fugir a Marsella, des d'on va embarcar a Casablanca. Després d'un període al Marroc va tornar a embarcar aquesta vegada en el vapor Quanza al novembre de 1941 per al seu exili de Mèxic, país on residirà de forma definitiva amb la seva família. Va mantenir contacte amb Martínez Barrio, futur president de la República en l'exili.
Per la seva trajectòria en la maçoneria, Casas Jiménez va ser condemnat pel franquisme en 1943 mitjançant el Tribunal de Repressió de la Maçoneria i el Comunisme a 30 anys de reclusió major i inhabilitació absoluta i perpètua.
Va morir a la Ciutat de Mèxic el 30 de març de 1967.